# Hypothyris calva
Hypothyris calva är en fjärilsart som beskrevs av Richard Haensch 1903. Hypothyris calva ingår i släktet Hypothyris och familjen praktfjärilar. Inga underarter finns listade i Catalogue of Life.